# Markos Pagdatis
Markos Pagdatis (gr. Μάρκος Παγδατής, trl. Márkos Pagdatī́s, trb. Markos Pagdatis, ar. ماركوس بغداتيس, trl. Mārkūs Baḡdātīs, trb. Markus Baghdatis; ur. 17 czerwca 1985 w Limassol) – cypryjski tenisista, finalista Australian Open 2006, reprezentant kraju w Pucharze Davisa, olimpijczyk.
Zwycięzca 4 turniejów o randze ATP World Tour w grze pojedynczej. W sierpniu 2006 roku sklasyfikowany na 8. miejscu w rankingu ATP, najwyższym w swojej karierze.
Zawodnik praworęczny, z bekhendem oburęcznym. Do swoich najlepszych uderzeń zaliczał serwis i forhend, wyróżniał się także dobrą pracą nóg. W 2019 roku zakończył karierę zawodową.
Syn Libańczyka Christosa (właściciela sklepu odzieżowego) i Andry. Treningi tenisowe rozpoczął w wieku 5 lat. Ma dwóch starszych braci: Petrosa oraz Marinosa, także tenisistów reprezentujących Cypr w Pucharze Davisa. Mąż chorwackiej tenisistki Karoliny Šprem, z którą ma trójkę dzieci.

## Kariera

### Lata juniorskie
W tym okresie Pagdatis zaliczał się do czołówki światowej juniorów. W 2003 roku wygrał juniorską edycję Australian Open oraz osiągnął finał US Open (w finale US Open był również w 2002). W sezonie 2003 został sklasyfikowany na 1. miejscu w rankingu juniorów. W tym samym roku zadebiutował w gronie tenisistów zawodowych.

### Sezony 2003−2004
Sezon 2003 zakończył na pozycji nr 179. w rankingu seniorskim; wygrał w t.r. cztery turnieje rangi ITF Futures (dodatkowo jeden finał), był w dwóch półfinałach zawodów ATP Challenger Tour. W 2004 roku wygrał dwa turnieje ATP Challenger Tour, w Boltonie, pokonując w finale Petera Wesselsa oraz w Bratysławie wygrywając finałowy pojedynek z Dominikiem Hrbatym). Latem 2004 roku wystąpił na igrzyskach olimpijskich w Atenach dzięki przyznanej przez organizatorów "dzikiej karcie". Zdołał osiągnąć II rundę, pokonując na samym początku Grégory'ego Carraza, a potem przegrywając w trzech setach z Niemcem Nicolasem Kieferem. W sierpniu Pagdatis debiutował w turnieju wielkoszlemowym US Open, gdzie dotarł do II rundy, będąc jedynym obok Andre Agassiego graczem, któremu udało się wygrać seta z późniejszym zwycięzcą, Szwajcarem Rogerem Federerem.

### Sezon 2005
Na początku roku Cypryjczyk dotarł do IV rundy Australian Open, pokonując wcześniej m.in. Ivana Ljubičicia i Tommy'ego Robredo. W meczu o ćwierćfinał zmierzył się z Rogerem Federerem, z którym przegrał 2:6, 2:6, 6:7(4). Tego roku zadebiutował również w French Open przegrywając w I rundzie z Davidem Nalbandianem i Wimbledonie, gdzie odpadł w I etapie rozgrywek z Michaiłem Jużnym. W czerwcu Pagdatis wygrał zawody ATP Challenger Tour w Kordobie pokonując w finale Kolumbijczyka Alejandro Fallę 6:3, 6:3.
W ostatnim w sezonie wielkoszlemowym turnieju, US Open, Pagdatis zagrał w I rundzie przegrywając z Dmitrijem Tursunowem 4:6, 3:6, 7:6(7), 2:6. Na początku października osiągnął ćwierćfinał w turnieju rozgrywanym w Tokio. W pojedynku o półfinał przegrał z Mario Ančiciem 1:6, 6:7(4). 24 października Pagdatis uzyskał swój pierwszy finał rozgrywek ATP World Tour, podczas rywalizacji w Bazylei, pokonując w drodze do finału m.in. Davida Nalbandiana. W finale spotkał się z Fernando Gonzálezem, który wygrał spotkanie 6:7(8), 6:3, 7:5, 6:4, zwyciężając tym samym w całym turnieju.

### Sezon 2006
Rok 2006 Pagdatis rozpoczął od ćwierćfinału rozgrywek w Ad-Dausze, odpadając z rywalizacji po porażce z Federerem. W wielkoszlemowym Australian Open Cypryjczyk dotarł do finału, pokonując po drodze m.in. Andy'ego Roddicka, Ivana Ljubičicia oraz Davida Nalbandiana, który prowadził w setach 2:0, a ostatecznie przegrał z Pagdatisem 6:3, 7:5, 3:6, 4:6, 4:6. W finale zmierzył się z Federerem, lecz Cypryjczyk przegrał mecz 7:5, 5:7, 0:6, 2:6.
W rozgrywkach z cyklu ATP Masters Series w Indian Wells Pagdatis osiągnął ćwierćfinał, w którym nie sprostał Rafaelowi Nadalowi. Podczas turnieju Rolanda Garrosa uzyskał II rundę, przegrywając w spotkaniu o kolejną fazę rozgrywek z Julienem Benneteau 6:3, 4:6, 3:6, 7:6(1), 4:6.
Okres gry na kortach trawiastych Cypryjczyk rozpoczął od półfinału imprezy w 's-Hertogenbosch. W meczu, którego stawką był finał, przegrał 6:7(4), 3:6 z Mario Ančicieem. Podczas Wimbledonu Pagdatis doszedł do półfinału, eliminując m.in. mistrza zawodów z 2002 roku, Lleytona Hewitta. Spotkanie o finał imprezy zakończyło się porażką Pagdatisa z Rafaelem Nadalem.
W październiku Pagdatis awansował do finału rozgrywek w Pekinie. We wcześniejszych fazach turnieju wyeliminował m.in. Paradorna Srichaphana, a w finale pokonał Ančicia 6:4, 6:0, wygrywając tym samym po raz pierwszy w karierze rozgrywki z cyklu ATP World Tour.
Na koniec roku sklasyfikowany był na 12. pozycji w rankingu ATP mając na koncie zwycięstwo w Pekinie.

### Sezon 2007
Sezon 2007 Cypryjczyk rozpoczął od ćwierćfinału w Ad-Dausze, przegrywając pojedynek o półfinał z Robinem Söderlingiem. Kolejny ćwierćfinał uzyskał w Sydney, gdzie odpadł w meczu o półfinał z Carlosem Moyą. W Australian Open Cypryjczyk przegrał swoje spotkanie w II rundzie z Gaëlem Monfilsem.
Swoje drugie turniejowe zwycięstwo Pagdatis odniósł na twardych kortach w Zagrzebiu. W finałowym meczu pokonał 7:6(4), 4:6, 6:4 Ivana Ljubičicia. W turnieju rozgrywanym w Marsylii Cypryjczyk awansował do kolejnego finału, jednak został pokonany przez Gilles'a Simona. Podczas rozgrywek w Monachium uzyskał półfinał, w którym przegrał z Philippem Kohlschreiberem. W Rolandzie Garrosie Pagdatis doszedł do IV rundy, lecz w spotkaniu o ćwierćfinał uległ 6:2, 1:6, 3:6, 4:6 Igorowi Andriejewowi.
Na trawiastych kortach w Halle Pagdatis doszedł do kolejnego w sezonie finału pokonując po drodze m.in. Söderlinga oraz Kohlschreiba. W meczu o tytuł zagrał z Czechem Tomášem Berdychem, któremu uległ 5:7, 4:6. W Wimbledonie osiągnął ćwierćfinał, w którym po pięciosetowym starciu nie sprostał Novakowi Đokoviciowi, przegrywając 6:7(4), 6:7(9), 7:6(3), 6:4, 5:7. Na I rundzie zakończył swój udział w US Open, a w Bazylei dotarł do półfinału, w którym przegrał 6:7(4), 2:6 z Jarkko Nieminenem.
W rozgrywkach ATP Masters Series w Paryżu doszedł do półfinału imprezy pokonując we wcześniejszych rundach m.in. Ivana Ljubičicia i Nikołaja Dawydienkę. W meczu, którego stawką był finał, zmierzył się z Nadalem. Hiszpan wygrał pojedynek 4:6, 6:4, 6:3 dochodząc tym samym do finału rozgrywek.
Sezon ukończył na 16. miejscu w światowym rankingu tenisistów z wygranym turniejem w Zagrzebiu.

### Sezon 2008
Rok 2008 Pagdatis zainaugurował od finału w grze podwójnej w Ćennaju, grając wspólnie z Marcem Gicquelem. W finale zagrał z tajlandzką parą, Sanchaiem Ratiwataną i Sonchatem Ratiwataną, którzy wygrali mecz 6:4, 7:5. W grze pojedynczej w Australian Open Pagdatis dotarł do III rundy, eliminując Thomasa Johanssona oraz Marata Safina. Mecz IV rundy z Lleytonem Hewittem zakończył się wynikiem 6:4, 5:7, 5:7, 7:6(4), 3:6 dla Australijczyka. W Marsylii Cypryjczyk uzyskał półfinał, w którym nie sprostał Mario Ančiciowi.
W wielkoszlemowym Rolandzie Garrosie Pagdatis odpadł w I etapie z Simonem Bolellim. W Halle awansował do ćwierćfinału, gdzie został pokonany przez Federera, natomiast w Wimbledonie doszedł do IV rundy, gdzie zagrał z Feliciano Lópezem. Spotkanie zakończyło się rezultatem 5:7, 6:2, 3:6, 7:6(4), 8:6 dla Hiszpana. Z powodu kontuzji nadgarstka Pagdatis zrezygnował ze startu w US Open oraz igrzysk olimpijskich w Pekinie.
Na koniec roku zajmował 98. pozycję w rankingu ATP.

### Sezon 2009

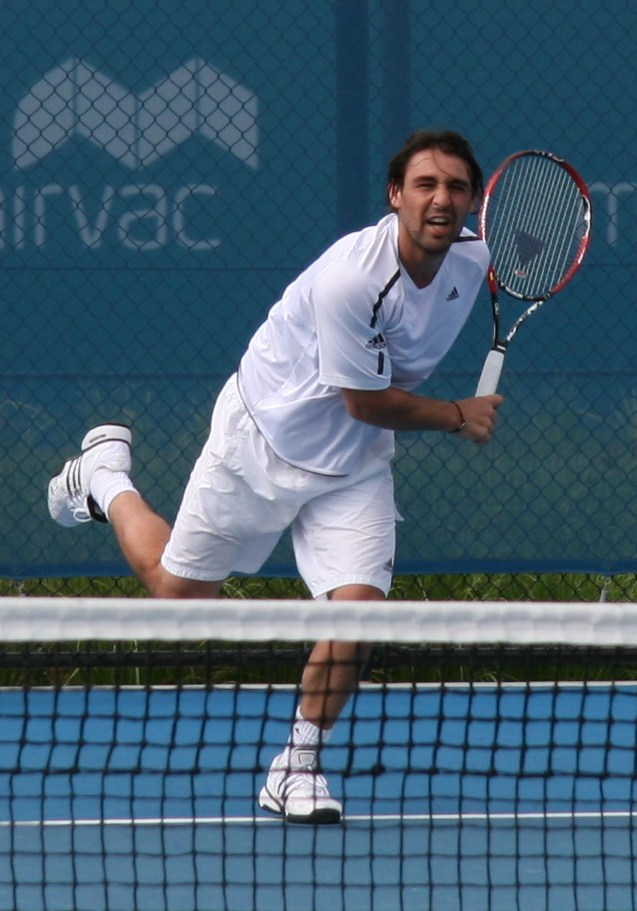
Pagdatis podczas turnieju w Brisbane, 2009

Kolejny zawodowy sezon Pagdatis rozpoczął od IV rundy w Australian Open. W drodze do tego etapu rozgrywek zdołał wyeliminować Juliena Benneteau, Robina Söderlinga i Mardy'ego Fisha. Spotkanie o ćwierćfinał zagrał z Novakiem Đokoviciem, który pokonał Pagdatisa 6:1, 7:6(1), 6:7(5), 6:2. Na początku lutego Pagdatis awansował do ćwierćfinału turnieju w Johannesburgu, lecz mecz o półfinał przegrał z Davidem Ferrerem. Kolejny ćwierćfinał Cypryjczyk osiągnął w Delray Beach, a zmierzył się w nim z Jérémym Chardym, któremu uległ w dwóch setach.
Wielkoszlemowy Roland Garros Pagdatis zakończył na I rundzie odpadając z Juanem Mónaco. Następnie Pagdatis nie wziął udziału w Wimbledonie z powodu kontuzji kolana.
Na korty cypryjski tenisista powrócił podczas cyklu US Open Series. Wystartował w Indianapolis, ale odpadł z turnieju w I rundzie z Wayne'em Odesnikiem. W Los Angeles doszedł do II rundy rozgrywek, wygrywając najpierw z Frankiem Dancevicem, a potem przegrywając z Johnem Isnerem. Na początku sierpnia wygrał rozgrywki kategorii ATP Challenger Tour w Vancouver, pokonując w finale Xaviera Malisse'a. W US Open Pagdatis nie wystąpił. We wrześniu zwyciężył w imprezie ATP Challenger Tour w Saint-Remy, pokonując w finale Malisse'a. W jednym z azjatyckich turniejów, w Kuala Lumpur doszedł do II etapu turnieju, pokonując 4:6, 6:3, 7:6(5) reprezentanta Chińskiego Tajpej Lu Yen-hsuna. Swój udział w rozgrywkach zakończył w meczu z Michaiłem Jużnym, przegrywając 2:6, 3:6.
W październiku Pagdatis wygrał turniej ATP Challenger Tour w Taszkencie, pokonując w finale Denisa Istomina. W rozgrywkach rangi ATP World Tour w Sztokholmie Pagdatis doszedł do finału, pokonując m.in. Juana Carlosa Ferrero. W finale zmierzył się z Belgiem Olivierem Rochusem, z którym wygrał 6:1, 7:5.
Sezon zakończył na 42. miejscu w światowym rankingu ATP.

### Sezon 2010
W połowie stycznia Pagdatis wystartował w turnieju w Sydney. Rozgrywki zakończyły się zwycięstwem Cypryjczyka, który w drodze po tytuł wyeliminował m.in. Lleytona Hewitta, Mardy'ego Fisha, a w finale pokonał 6:4, 7:6(2) Richarda Gasqueta. Był to czwarty singlowy triumf Cypryjczyka. Następnie wystartował w Australian Open, gdzie doszedł do III rundy. Wyeliminował w trzech setach Frederico Gila oraz stoczył zwycięski pięciosetowy pojedynek z Davidem Ferrerem. W spotkaniu o 1/8 finału po raz kolejny zagrał z Hewittem, lecz tym razem lepszy okazał się Australijczyk. Mecz zakończył się przy stanie 6:0, 4:2 dla Hewitta. Powodem dla którego Pagdatis się poddał była kontuzja ramienia.
W lutym Pagdatis wystartował w turnieju w Dubaju, dochodząc do półfinału. Wyeliminował Gilles'a Simona, Somdeva Devvarmana oraz Michaela Berrera; przegrał po trzysetowym pojedynku z Novakiem Đokoviciem. W marcu, podczas turniejów rangi ATP World Tour Masters 1000 doszedł do 1/8 finału w Indian Wells, gdzie pokonał m.in. po raz pierwszy w karierze Rogera Federera; odpadł z Tommym Robredo. W Miami Pagdatis poniósł porażkę w II rundzie z Marinem Čiliciem.
Na kortach ziemnych Cypryjczyk osiągnął na początku maja półfinał turnieju w Monachium. Spotkanie o finał przegrał z Marinem Čiliciem. Podczas wielkoszlemowego Rolanda Garrosa doszedł do III rundy, pokonując w I fazie Amerykanina Jessego Wittena, a w kolejnym etapie Marcela Granollersa. Pojedynek o 1/8 finału przegrał z Andym Murrayem. Trzeci w sezonie wielkoszlemowy turniej, Wimbledon, Cypryjczyk zakończył już w I rundzie po porażce ze Słowakiem Lukášem Lacko.
Pod koniec lipca Pagdatis wystartował, w turnieju na nawierzchni twardej, w Los Angeles, gdzie doszedł do ćwierćfinału eliminując Ryana Sweetinga (w I fazie miał wolny los). Mecz o dalszą rundę przegrał z Janko Tipsareviciem. Następnie wziął udział w zawodach na kortach w Waszyngtonie. Rozgrywki zakończyły się porażką Pagdatisa w fazie finałowej, gdzie wyeliminował po drodze m.in. w ćwierćfinale Fernando Verdasco. W pojedynku finałowym nie sprostał Davidovi Nalbandianowi przegrywając 2:6, 6:7(4). Następnie Pagdatis osiągnął półfinał rozgrywek ATP World Tour Masters 1000 w Cincinnati. Pod drodze pokonał m.in. lidera rankingu Rafaela Nadala; przegrał z Federerem. Wielkoszlemowy US Open Pagdatis zakończył już w I rundzie po porażce w pięciu setach z Francuzem Arnaudem Clémentem.
W październiku, podczas rywalizacji w Moskwie, Pagdatis osiągnął kolejny w sezonie finał, w którym przegrał jednak z Viktorem Troickim 6:3, 4:6, 3:6. W tym samym miesiącu osiągnął również ćwierćfinał zawodów w Wiedniu, gdzie został pokonany przez Michaela Berrera.
Sezon zakończył będąc na 20. pozycji w zestawieniu ATP.

### Sezon 2011

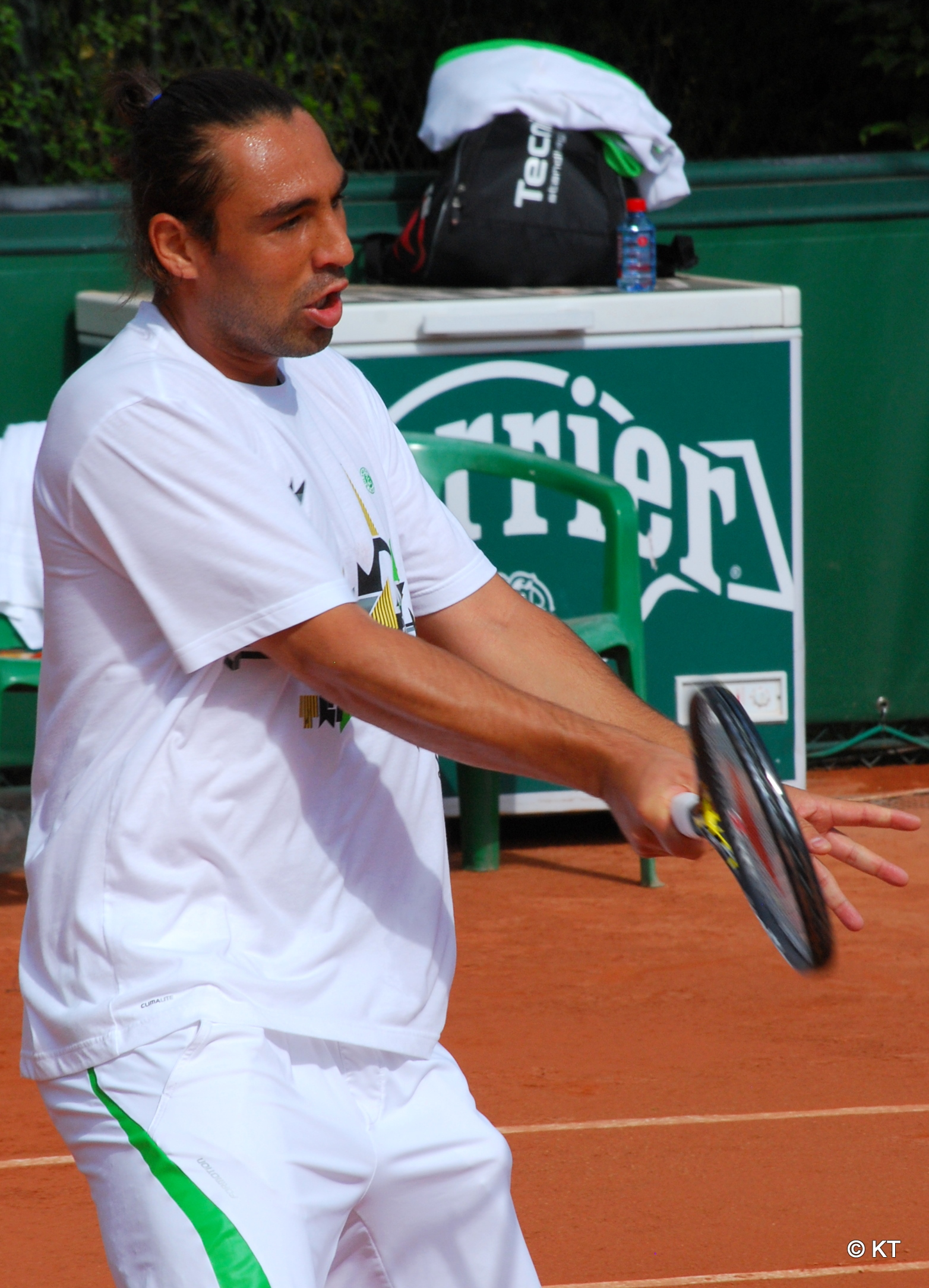
Pagdatis podczas French Open, 2011

Sezon 2011 Pagdatis rozpoczął od turnieju w Brisbane, gdzie doszedł do ćwierćfinału, w którym przegrał z Andym Roddickiem. Rozgrywki podczas Australian Open Pagdatis rozpoczął od zwycięstwa w pięciosetowym pojedynku z kwalifikantem Gregą Žemlją. Następnie w czterech partiach pokonał Juana Martína del Potro, jednak w III fazie przegrał z Jürgenem Melzerem poprzez krecz w czwartym secie przy stanie 6:7(5), 6:2, 6:1, 4:3 dla Austriaka, z powodu urazu pachwiny. W lutym Pagdatis uzyskał ćwierćfinał turnieju w Rotterdamie, po wyeliminowaniu Andy'ego Murraya i Feliciano Lópeza. Spotkanie o dalszą fazę rozegrał z Ivanem Ljubičiciem. Pojedynek zakończył się porażką Pagdatisa w trzech setach.
Pierwszy start na kortach ziemnych Pagdatisa miał miejsce na początku kwietnia w Casablance, gdzie odpadł w II rundzie po porażce z Andriejem Kuzniecowem. Podczas Rolanda Garrosa Cypryjczyk w meczu I rundy pokonał Frederico Gila. Spotkanie o III rundę przegrał z Leonardo Mayerem.
W połowie czerwca, na trawiastych kortach w 's-Hertogenbosch, Pagdatis doszedł do półfinału, w którym uległ Ivanowi Dodigowi. Na Wimbledonie Cypryjczyk uzyskał III rundę po wygranych z Jamesem Blakiem i Andreasem Seppim. Spotkanie o IV rundę przegrał z Novakiem Đokoviciem.
Na początku sierpnia Pagdatis awansował do ćwierćfinału rozgrywek w Waszyngtonie. W pojedynku o półfinał został pokonany przez Donalda Younga. Następnie Cypryjczyk dotarł do ćwierćfinału zawodów w Winston-Salem, gdzie poniósł porażkę z Johnem Isnerem. Również z Isnerem, Pagdatis przegrał w I rundzie US Open, po czterosetowym pojedynku.
Jesienią Pagdatis dotarł do finału w Kuala Lumpuer. Cypryjski tenisista zdołał po drodze pokonać m.in. Jürgena Melzera i Viktora Troickiego. Spotkanie finałowe przegrał jednak z Janko Tipsareviciem. W Bazylei Pagdatis awansował do ćwierćfinału, w którym został pokonany przez Novaka Đokovicia.
Rok Pagdatis zakończył na 44. miejscu w zestawieniu ATP.

### Sezon 2012
Pierwszy turniej w 2012 roku Pagdatis rozegrał w Brisbane docierając do ćwierćfinału, gdzie poniósł porażkę z Andym Murrayem. Następnie cypryjski tenisista awansował do półfinału w Sydney, pokonując po drodze m.in. Juana Martína del Potro. Spotkanie o awans do finału przegrał z Julienem Benneteau. Podczas Australian Open Pagdatis odpadł w II rundzie ze Stanislasem Wawrinką. Na początku lutego dotarł do półfinału w Zagrzebiu, po wcześniejszym wyeliminowaniu m.in. mistrza zawodów z 2011 roku, Ivana Dodiga. O finał Pagdatis zmierzył się z Lukášem Lacko, któremu uległ w dwóch setach. Cypryjczyk wystartował ponadto w grze podwójnej gdzie wspólnie z Michaiłem Jużnym osiągnęli finał, w którym pokonali 6:2, 6:2 parę Ivan Dodig-Mate Pavić.
Okres gry na kortach ziemnych Pagdatis zaczął pod koniec kwietnia od turnieju w Bukareszcie, gdzie odpadł w II rundzie pokonany przez Fabio Fogniniego. Po tych zawodach cypryjski tenisista zagrał w Monachium, ponosząc porażkę w ćwierćfinałowym pojedynku z Tommym Haasem. Na Rolandzie Garrosie Cypryjczyk awansował do II rundy, w której uległ Nicolásowi Almagro, natomiast na trawiastych kortach Wimbledonu osiągnął III rundę, przegrywając z Andym Murrayem.
Po Wimbledonie Pagdatis zagrał na igrzyskach olimpijskich w Londynie, które odbyły się na podłożu trawiastym. Awansował do III rundy, eliminując Gō Soedę i Richarda Gasqueta, natomiast poniósł porażkę z Andym Murrayem.
We wrześniu, podczas US Open, tenisista cypryjski odpadł w II rundzie wyeliminowany przez Ołeksandra Dołhopołowa. W Tokio, na początku października, Pagdatis doszedł do półfinału ponosząc porażkę z Keim Nishikorim. Ten sam wynik zawodnik osiągnął w Sztokholmie, gdzie przegrał z Jo-Wilfriedem Tsongą.

### Sezon 2013

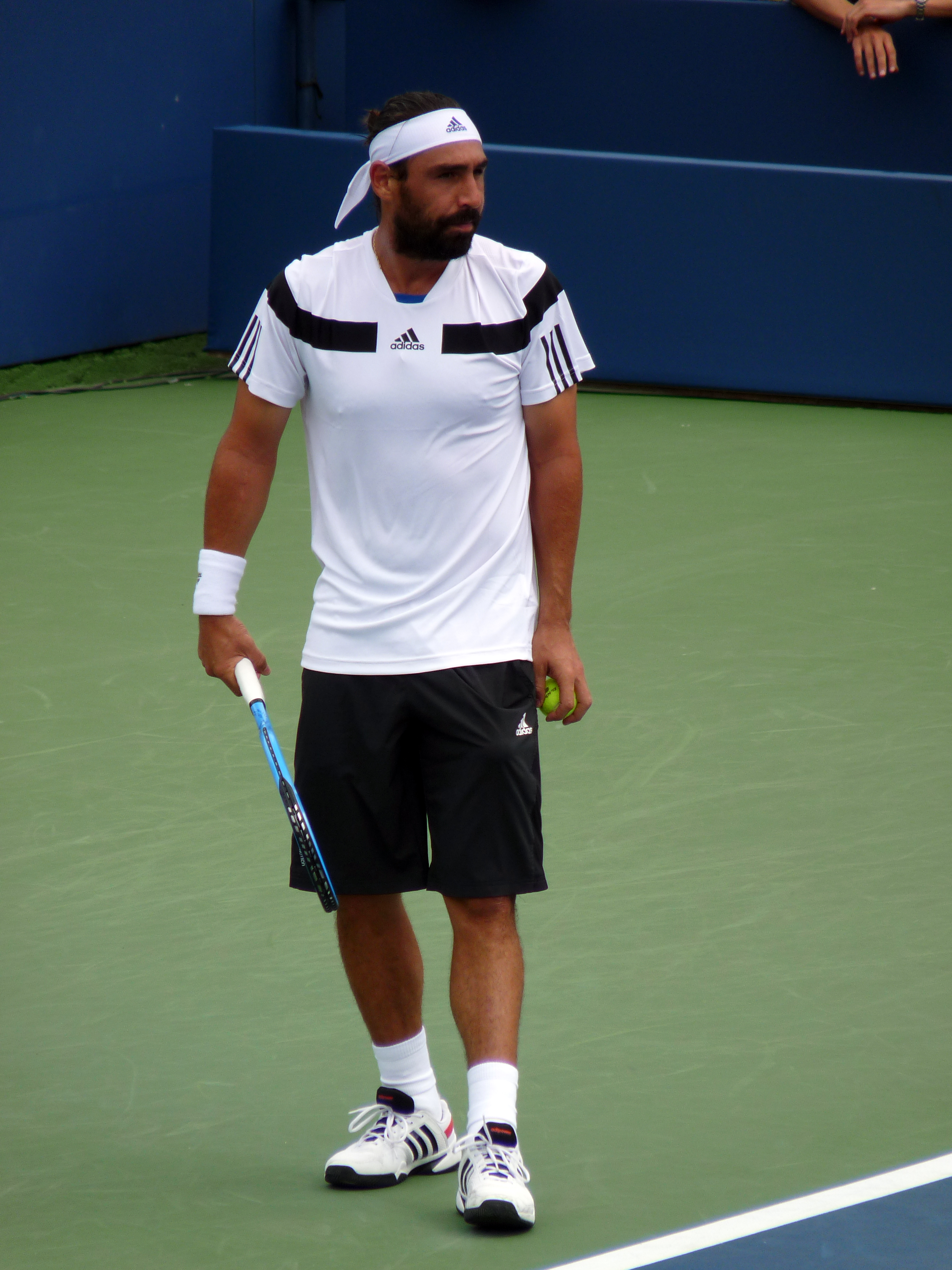
Pagdatis podczas US Open, 2013

Rok 2013 Pagdatis rozpoczął od półfinału rozgrywek w Brisbane, odpadając z rywalizacji po porażce z Grigorem Dimitrowem. Następnie zagrał w Australian Open przegrywając w III rundzie z Davidem Ferrerem. W połowie lutego Cypryjczyk awansował do ćwierćfinału w Rotterdamie, gdzie po raz kolejny w sezonie nie sprostał Dimitrowowi.
Podczas sezonu gry na nawierzchni ziemnej w Europie, Pagdatis awansował w maju do finału gry podwójnej w Monachium, zostając ostatecznie pokonanym 1:6, 4:6 przez Jarkko Nieminena i Dmitrija Tursunowa. Partnerem deblowym Cypryjczyka był wówczas Eric Butorac. Na Rolandzie Garrosie Pagdatis poniósł porażkę w I rundzie z Benoîtem Pairem, a na Wimbledonie uległ w I rundzie Marinowi Čiliciowi.
Na początku sierpnia Pagdatis awansował do ćwierćfinału w Waszyngtonie. Był to pierwszy ćwierćfinał do jakiego doszedł od lutego, gdy startował w Rotterdamie. Spotkanie o awans do dalszej rundy przegrał z Johnem Isnerem. Na US Open Pagdatis doszedł do III rundy. Wyeliminował Gō Soedę i Kevina Andersona, a odpadł po czterosetowej porażce ze Stanislasem Wawrinką.
Sezon 2013 tenisista cypryjski ukończył na 87. miejscu w klasyfikacji singlowej ATP.

### Sezon 2014
Pierwszy w sezonie wielkoszlemowy turniej, Australian Open Pagdatis zakończył w I rundzie wyeliminowany przez Denisa Istomina.
W marcu doszedł do III rundy zawodów kategorii ATP World Tour Masters 1000 w Miami, pokonawszy Santiago Giralda i Philippa Kohlschreibera. Mecz o IV rundę Cypryjczyk przegrał z Jo-Wilfriedem Tsongą.
W czerwcu, w trakcie przygotowań do Wimbledonu Pagdatis zaczął od startu w zawodach ATP Challenger Tour w Nottingham, bez straty seta odnosząc końcowy triumf. Potem wystartował w Londynie (Queen's) odpadając przez krecz w II rundzie ze Stanislasem Wawrinką. Na Wimbledonie również został wyeliminowany w II rundzie, przez Leonarda Mayera.
Następnie Cypryjczyk startował w dwóch imprezach ATP Challenger Tour poprzedzających US Open, w Vancouver i Aptos. Turnieje te zakończył zwycięstwem. W Nowym Jorku przegrał w I rundzie z Marinem Čiliciem.
Na początku listopada zwyciężył w czwartym turnieju z serii ATP Challenger Tour, w Genewie.

### Sezon 2015
W sezonie 2015 najlepszy wynik tenisista cypryjski zanotował w sierpniu podczas zawodów w Atlancie, gdzie osiągnął finał. Spotkanie o tytuł przegrał 3:6, 3:6 z Johnem Isnerem.
Pagdatis był również w trzech półfinałach, najpierw w lutym w Zagrzebiu, w czerwcu w Nottingham i w październiku w Sztokholmie. W Nottingham mecz o udział w finale poddał przez ból w łydce Denisowi Istominowi.
W imprezach wielkoszlemowych Pagdatis najdalej doszedł do III rundy, podczas Australian Open i Wimbledonu.

### Sezon 2016

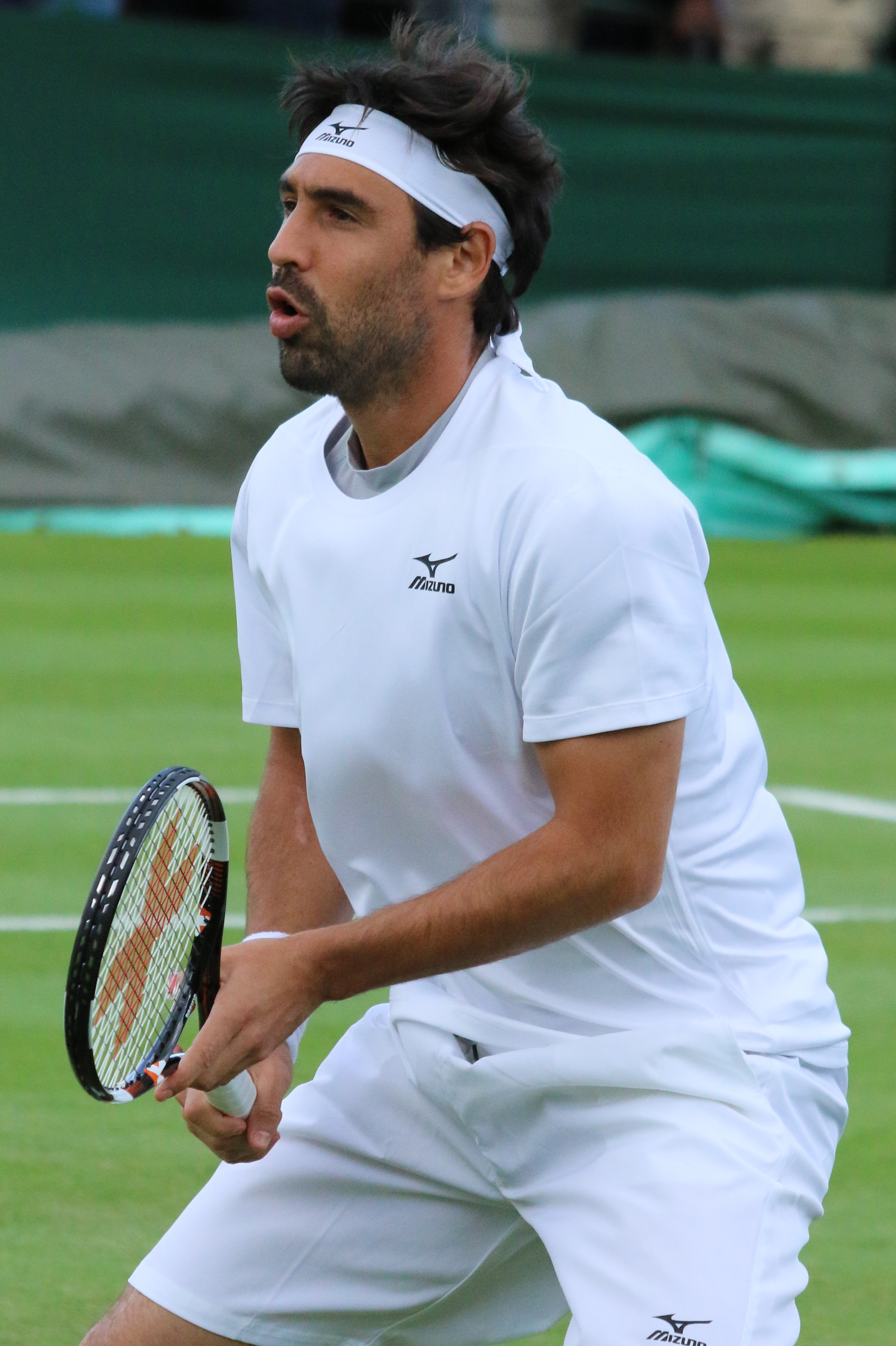
Pagdatis podczas Wimbledonu, 2016

Markos Pagdaris w roku 2016 został finalistą 1 turnieju, w Dubaju z końca lutego. Pojedynek o tytuł zakończył się porażką tenisisty z Cypru ze Stanislasem Wawrinką 4:6, 6:7(13).
Na początku marca Padgatis pobił rekord Björna Borga w ilości zwycięstw z rzędu w Pucharze Davisa. Po dwóch wygranych meczach z Andorą osiągnął bilans 34 kolejnych gier bez porażki w turnieju. Serię tę rozpoczął w styczniu 2003 roku przeciwko Łotwie. W maju, podczas French Open, wygrał 300 mecz w karierze w 1 rundzie eliminując Gillesa Müllera.
W rozgrywkach wielkoszlemowych sezonu 2016 najdalej Cypryjczyk doszedł na US Open, do 4 rundy. Po raz ostatni tę fazę turnieju w Wielkim Szlemie uzyskał podczas Australian Open 2009.
Podczas turnieju w Newport Pagdatis awansował o półfinału, w którym został wyeliminowany przez Ivo Karlovicia. Został także ćwierćfinalistą trzech turniejów, w Montpellier, Halle i Nottingham.
Na koniec roku zajmował 36. miejsce w rankingu ATP.

### Sezon 2017
Sezon 2017 Pagdatis zakończył z bilansem 18 zwycięstw i 17 porażek w cyklu ATP World Tour. Został także finalistą jednego turnieju, w Chengdu, gdzie poddał mecz Denisowi Istminowi po pięciu gemach z powodu zasłabnięcia. Do podobnego zdarzenia z udziałem Cypryjczyka doszło w Antalyi na kortach trawiastych – wtedy to Pagdatis poddał grę przy stanie 3:6, 7:6(7), 1:4 Yūichiemu Sugicie.
Oprócz półfinału w Antalyi Cypryjczyk doszedł do tej samej rundy w Auckland na początku stycznia odpadając z João Sousą.
Uczestniczył we wszystkich turniejach Wielkiego Szlema, przechodząc do drugich rund w Australian Open i Wimbledonu.
Ostatni w sezonie turniej zagrał podczas imprezy ATP Challenger Tour w Eckental, a rok zakończył na 105. miejscu na świecie.

### Ostatnie lata kariery
W sezonie 2018 najdalej awansował do ćwierćfinałów w Sofii i Atlancie. Osiągnął czwartą rundę w Indian Wells, najpierw wygrywając kwalifikacje. W drabince głównej mecz u udział w ćwierćfinale oddał walkowerem Milosowi Raoniciowi z powodu choroby. Rok 2018 ukończył jako 124. tenisista na świecie.
W lutym 2019 przeszedł skutecznie przez eliminacje w Montpellier i awansował do ćwierćfinału. W połowie marca wygrał turniej ATP Challenger Tour w Shenzhen. Na początku lipca zagrał ostatni turniej w karierze podczas Wimbledonu, pierwszy mecz kończąc zwycięsko w trzech setach z Braydenem Schnurem. W drugiej rundzie poniósł porażkę 1:6, 6:7(4), 3:6 z Matteem Berrettinim.

### Puchar Davisa
W reprezentacji Pagdatis zadebiutował w roku 2000 przeciwko Ugandzie w grze podwójnej w strefie Euro/Afrykańskiej IV Pucharu Davisa. W roku 2002 rywalizował m.in. przeciwko Polsce, ale swoje obydwa spotkania, najpierw w singlu, a potem w grze podwójnej przegrał. W roku 2006 awansował wraz z zespołem do II grupy rozgrywek strefy Euro/Afrykańskiej. Rozegrał dla zespołu 82 pojedynki; w singlu wygrał 47 spotkania i 4 przegrał, natomiast w deblu miał na koncie 20 zwycięstw oraz 11 porażek.

### Finały w turniejach ATP World Tour
| Legenda                                      |
| -------------------------------------------- |
| Wielki Szlem                                 |
| Igrzyska olimpijskie                         |
| Tennis Masters Cup / ATP Finals              |
| ATP Masters Series / ATP Tour Masters 1000   |
| ATP International Series Gold / ATP Tour 500 |
| ATP International Series / ATP Tour 250      |

#### Gra pojedyncza (4–10)
| Końcowy wynik | Nr  | Data                 | Turniej                    | Nawierzchnia    | Przeciwnik        | Wynik finału          |
| ------------- | --- | -------------------- | -------------------------- | --------------- | ----------------- | --------------------- |
| Finalista     | 1.  | 30 października 2005 | Bazylea                    | Dywanowa (hala) | Fernando González | 7:6(8), 3:6, 5:7, 4:6 |
| Finalista     | 2.  | 29 stycznia 2006     | Australian Open, Melbourne | Twarda          | Roger Federer     | 7:5, 5:7, 0:6, 2:6    |
| Zwycięzca     | 1.  | 17 września 2006     | Pekin                      | Twarda          | Mario Ančić       | 6:4, 6:0              |
| Zwycięzca     | 2.  | 5 lutego 2007        | Zagrzeb                    | Dywanowa (hala) | Ivan Ljubičić     | 7:6(4), 4:6, 6:4      |
| Finalista     | 3.  | 18 lutego 2007       | Marsylia                   | Twarda (hala)   | Gilles Simon      | 4:6, 6:7(3)           |
| Finalista     | 4.  | 17 czerwca 2007      | Halle                      | Trawiasta       | Tomáš Berdych     | 5:7, 4:6              |
| Zwycięzca     | 3.  | 25 października 2009 | Sztokholm                  | Twarda (hala)   | Olivier Rochus    | 6:1, 7:5              |
| Zwycięzca     | 4.  | 16 stycznia 2010     | Sydney                     | Twarda          | Richard Gasquet   | 6:4, 7:6(2)           |
| Finalista     | 5.  | 8 sierpnia 2010      | Waszyngton                 | Twarda          | David Nalbandian  | 2:6, 6:7(4)           |
| Finalista     | 6.  | 24 października 2010 | Moskwa                     | Twarda (hala)   | Viktor Troicki    | 6:3, 4:6, 3:6         |
| Finalista     | 7.  | 2 października 2011  | Kuala Lumpur               | Twarda (hala)   | Janko Tipsarević  | 4:6, 5:7              |
| Finalista     | 8.  | 2 sierpnia 2015      | Atlanta                    | Twarda          | John Isner        | 3:6, 3:6              |
| Finalista     | 9.  | 27 lutego 2016       | Dubaj                      | Twarda          | Stan Wawrinka     | 4:6, 6:7(13)          |
| Finalista     | 10. | 1 października 2017  | Chengdu                    | Twarda          | Denis Istomin     | 2:3 krecz             |

#### Gra podwójna (1–2)
| Końcowy wynik | Nr | Data            | Turniej   | Nawierzchnia  | Partner       | Przeciwnicy                           | Wynik finału |
| ------------- | -- | --------------- | --------- | ------------- | ------------- | ------------------------------------- | ------------ |
| Finalista     | 1. | 5 stycznia 2008 | Ćennaj    | Twarda        | Marc Gicquel  | Sanchai Ratiwatana Sonchat Ratiwatana | 4:6, 5:7     |
| Zwycięzca     | 1. | 5 lutego 2012   | Zagrzeb   | Twarda (hala) | Michaił Jużny | Ivan Dodig Mate Pavić                 | 6:2, 6:2     |
| Finalista     | 2. | 5 maja 2013     | Monachium | Ceglana       | Eric Butorac  | Jarkko Nieminen Dmitrij Tursunow      | 1:6, 4:6     |

### Starty wielkoszlemowe (gra pojedyncza)
| Turniej          | 2003  | 2004  | 2005  | 2006  | 2007  | 2008  | 2009  | 2010  | 2011  | 2012  | 2013  | 2014  | 2015  | 2016  | 2017  | 2018  | 2019  | Wygrane turnieje | Bilans w turnieju |
| ---------------- | ----- | ----- | ----- | ----- | ----- | ----- | ----- | ----- | ----- | ----- | ----- | ----- | ----- | ----- | ----- | ----- | ----- | ---------------- | ----------------- |
| Australian Open  | –     | –     | 4R    | F     | 2R    | 3R    | 4R    | 3R    | 3R    | 2R    | 3R    | 1R    | 3R    | 1R    | 2R    | 2R    | –     | 0 / 14           | 26–14             |
| French Open      | –     | –     | 1R    | 2R    | 4R    | 1R    | 1R    | 3R    | 2R    | 2R    | 1R    | –     | 2R    | 2R    | 1R    | 1R    | –     | 0 / 13           | 10–13             |
| Wimbledon        | –     | –     | 1R    | SF    | QF    | 4R    | –     | 1R    | 3R    | 3R    | 1R    | 2R    | 3R    | 1R    | 2R    | 2R    | 2R    | 0 / 14           | 22–14             |
| US Open          | –     | 2R    | 1R    | 2R    | 1R    | –     | –     | 1R    | 1R    | 2R    | 3R    | 1R    | 1R    | 4R    | 1R    | 2R    | –     | 0 / 13           | 9–13              |
| Wygrane turnieje | 0 / 0 | 0 / 1 | 0 / 4 | 0 / 4 | 0 / 4 | 0 / 3 | 0 / 2 | 0 / 4 | 0 / 4 | 0 / 4 | 0 / 4 | 0 / 3 | 0 / 4 | 0 / 4 | 0 / 3 | 0 / 4 | 0 / 1 | 0 / 54           | N/A               |
| Bilans spotkań   | 0–0   | 1–1   | 3–4   | 13–4  | 8–4   | 5–3   | 3–2   | 4–4   | 5–4   | 5–4   | 4–4   | 1–3   | 5–4   | 4–4   | 2–4   | 3–4   | 1–1   | N/A              | 67–54             |